# Kropidlak różnobarwny
Kropidlak różnobarwny (Aspergillus versicolor (Vuillemin) Tiraboshi) – gatunek grzybów z rodziny kropidlakowatych Aspergillaceae. Gatunek kosmopolityczny, występujący na całym świecie, głównie w ciepłych rejonach.

## Systematyka i nazewnictwo
Pozycja w klasyfikacji według Index Fungorum: Aspergillus, Aspergillaceae, Eurotiales, Eurotiomycetidae, Eurotiomycetes, Pezizomycotina, Ascomycota, Fungi.
Takson ten po raz pierwszy opisany został w 1903 r. jako Sterigmatocystis versicolor przez Paula Vuillemina, w 1908 r. został zakwalifikowany przez Carlo Tiraboschiego do rodzaju Aspergillus i według Index Fungorum nazwa podana przez tego autora jest prawidłowa. Później przez różnych autorów opisywany był pod różnymi nazwami i zaliczany do różnych rodzajów, wyróżniono też w jego obrębie różne odmiany. Według Index Fungorum obecnie wszystkie one są synonimami kropidlaka różnobarwnego.

- Sterigmatocystis versicolor Vuill. 1903
- Theclospora lateralis Harkn. 1885
- Aspergillus lateralis (Harkn.) Peek 1955
- Aspergillus lateralis (Harkn.) Peek & Solheim 1958
- Aspergillus versicolor var. versicolor (Vuill.) Tirab. 1908
- Aspergillus versicolor var. fulvus Nakaz. et al. 1932
- Aspergillus versicolor var. magnus Y. Sasaki 1950
- Aspergillus versicolor var. rutilobrunneus J.N. Rai, S.C. Agarwal & J.P. Tewari 1971

## Morfologia
Na podłożu Czapeka (CzA) stosunkowo wolno, na podłożu maltozowym stosunkowo szybciej, wzrastają kolonie o zwartej zamszowatej strukturze z podniesionym centrum i nieregularnym radialnym pobrużdżeniu koloru białego, przechodzące stopniowo przez różne tonacje żółtą, pomarańczowo-żółtą, żółto-zieloną do groszkowo-zielonej, czasem są całkiem pozbawione zieleni – koloru bladoróżowego lub różowego ; spód kolonii jest bezbarwny lub podobnie jak grzybnie w różny sposób od żółtawych, pomarańczowych do różowych i purpurowych w zależności od szczepu. Główki konidioforów mają promienisty układ zarodników. Metule mają 5–8 × 2,0–2,5 μm długości, fialidy 5,0–7,5 × 2,0–2,5 μm. Zarodniki są okrągłe, szorstkie oraz kolczyste z wyraźnie punktowanymi ścianami o średnicy 2,0 × 2,5 μm.

## Występowanie
Występuje na całym świecie, w glebach uprawnych i nawożonych, na głębokości do 50 cm, często spotykany w środowiskach ekstremalnych jak np. słone bagna, Alaska, kopalnie uranu.
Został stwierdzony na gnijących roślinach, ściółce sosny, zgniłej słomie, bawełnie, ryzosferze grochu, zbóż, herbaty i dębu, uszkodzonym ziarnie zbóż, nasionach traw, świeżych i przechowywanych orzechach.}

## Znaczenie
- Wytwarza mikotoksyny – wersikoloryny A, B, C (cytotoksyczne, mutagennne oraz teratogenne) wersikonol (mało toksyczny) oraz sterygmatocystynę (onkogenny)[2].
- Jest rzadką przyczyną grzybicy skóry, paznokci, uszu, zapalenia kości i szpiku i zapalenia płuc u ludzi[4][6].
- Jest częstą przyczyną grzybic u zwierząt domowych. U koni opisano przypadek ziarniniaka podobnego do mycetoma[6].
- Stanowi pokarm dla owadów Enicmus minutus i Microgramme arga[6].
- Powoduje miękką zgniliznę brzoskwiń[2].